# Монгири
Монгири (груз. მონგირი) — село в Грузии, на территории Чхороцкуского муниципалитета края (мхаре) Самегрело-Верхняя Сванетия.

## География
Село находится в западной части Грузии, на правом берегу реки Заны, на расстоянии приблизительно 3 километров (по прямой) к юго-юго-востоку от города Чхороцку, административного центра муниципалитета. Абсолютная высота — 144 метра над уровнем моря.

## Население
По результатам официальной переписи населения 2014 года в Монгири проживало 838 человек (419 мужчин и 430 женщин). В национальной структуре населения грузины составляли 99,8 %, русские — 0,2 %.
| Год  | Население, человек |
| ---- | ------------------ |
| 2002 | 959                |
| 2014 | ↘ 838              |